# Naohidemyces fujisanensis
Naohidemyces fujisanensis är en svampart som beskrevs av S. Sato, Katsuya & Y. Hirats. 1993. Naohidemyces fujisanensis ingår i släktet Naohidemyces och familjen Pucciniastraceae.   Inga underarter finns listade i Catalogue of Life.